# Überhang (Nachbarrecht)
Überhang heißen im Nachbarrecht die von einem Nachbargrundstück herüber ragenden Teile einer Pflanze.
Teile einer Pflanze können Äste, Wurzeln oder Zweige eines Baumes, Strauches oder von Hecken sein. Überschreitet dieser Überhang bestimmte Grenzwerte, so handelt es sich um eine unzulässige Eigentumsstörung des vom Überhang betroffenen Grundstücks oder grundstücksgleichen Rechts, die dessen Eigentümer nicht dulden muss.

## Geschichte
Bereits im römischen Recht waren Überhangprobleme bekannt. Nach dem Zwölftafelgesetz hatte der Nachbar das Recht, jeden zweiten Tag die herüber gefallenen Früchte abzuholen. Auch das Kapprecht findet sich bereits in den Zwölf Tafeln. Der durch den Schatten des Überhanges beeinträchtigte Nachbar konnte danach vom Eigentümer der Pflanze das Auslichten bis zu 15 Fuß Höhe (lateinisch quindecim pedes altius) verlangen. Eindringende Wurzeln musste der Eigentümer der Pflanze auf Aufforderung durch den beeinträchtigten Nachbarn entfernen. Kam der Eigentümer der Pflanze der Aufforderung nicht nach, konnte der beeinträchtigte Nachbar zur Selbsthilfe greifen. Hauptgrund war, dass der Überhang dem Nachbarn nicht das Sonnenlicht nehmen sollte. Ulpian ging davon aus, dass der Überhang vom Stamm, Ästen und Zweigen im fremden Luftraum auch ohne Rücksicht auf die Höhe beseitigt werden dürfe.
Das Wort Überhang erschien erstmals als „überhanc“ im Mittelhochdeutschen. Das Preußische Allgemeine Landrecht (ALR) vom Juni 1794 stellte klar, dass niemand verpflichtet ist, die unter seinem Grund und Boden „fortlaufenden Wurzeln oder die über seine Grenze herüber hangenden Zweige eines fremden Baumes zu dulden“ (I 9, § 287 ALR). Das beseitigte Geäst musste er jedoch dem Eigentümer des Baumes ausliefern (I 9, § 288 ALR), Früchte durfte er dagegen behalten (I 9, § 289 ALR).
Im Februar 1804 übernahm der französische Code civil weitgehend das römische Überhangrecht, Österreich folgte im Juni 1811 mit dem ABGB. Auch das im Januar 1900 in Kraft getretene deutsche BGB folgte dem römischen Recht.

## Rechtsfragen
Rechtsgrundlage ist § 910 BGB, wonach bei einem Überhang der Eigentümer des betroffenen Grundstücks dem Grundbesitzer des Nachbargrundstücks zunächst eine angemessene Frist zur Beseitigung setzen muss. Erfolgt die Beseitigung nicht innerhalb der Frist, so darf der betroffene Eigentümer im Rahmen der Selbsthilfe die überhängenden Teile abschneiden und behalten (Kapp(ungs)recht; § 910 Abs. 1 BGB). Voraussetzung ist, dass der Überhang zu einer Beeinträchtigung der Benutzung des betroffenen Grundstücks geführt haben muss (§ 910 Abs. 2 BGB).
Wann eine derartige Beeinträchtigung vorliegt, hängt von den landesrechtlich geregelten Grenzwerten ab. So sind beispielsweise im Nachbarrechtsgesetz NRW (NachbG NRW) bei stark wachsenden Bäumen 4,00 Meter, bei anderen Bäumen 2,00 Meter, bei stark wachsenden Ziersträuchern 1,00 Meter, bei anderen Ziersträuchern 0,50 Meter, bei Obstgehölzen zwischen 0,50 Meter und 2,00 Meter und bei Rebstöcken zwischen 0,50 Meter und 1,50 Meter Abstand von der Grundstücksgrenze zu halten. Bei Hecken gilt ein Abstand zwischen 0,50 Meter und 1,00 Meter je nach Höhe der Hecke (§ 42 NachbG NRW). Doppelte Abstände gelten nach § 43 NachbG NRW, wenn es sich um landwirtschaftliche Nutzflächen, Gartenbauanlagen oder Weinbaugrundstücke handelt. Der Abstand wird gemäß § 46 NachbG NRW von der Mitte des Baumstammes, des Strauches oder des Rebstockes waagerecht und rechtwinklig zur Grenze gemessen, und zwar an der Stelle, an der der Baum, der Strauch oder der Rebstock aus dem Boden austritt. Bei Hecken ist von der Seitenfläche aus zu messen.
Ein Grundstückseigentümer kann von seinem Nachbarn in aller Regel nicht die Beseitigung von Bäumen wegen der von ihnen ausgehenden natürlichen Immissionen auf sein Grundstück verlangen, wenn die für die Anpflanzung bestehenden landesrechtlichen Abstandsregelungen eingehalten sind. Kommt es demnach trotz Einhaltung der Abstandsgrenzen zu natürlichen Immissionen auf dem Nachbargrundstück, ist der Eigentümer des Grundstücks hierfür nach der von dem Gesetzgeber vorgenommenen Wertung regelmäßig nicht verantwortlich. Baumwurzeln eines Baumes des Nachbargrundstücks kann ein Grundstückseigentümer auf Kosten des Baumeigentümers entfernen, wenn diese herüberwachsen und Betonplatten im Garten hochdrücken.

## Rechtsfolgen
Bei Beeinträchtigung seines Eigentums hat der betroffene Eigentümer neben dem Selbsthilferecht noch einen Beseitigungsanspruch; beide bestehen gleichrangig nebeneinander. Der in § 1004 BGB geregelte Beseitigungs- und Unterlassungsanspruch setzt voraus, dass der Nachbar Störer im Sinne dieser Vorschrift ist. Störer ist, wer es zulässt, dass Zweige über die Grundstücksgrenze hinüberwachsen und zu Beeinträchtigungen führen. Der Unterlassungsanspruch berechtigt den Rechtsinhaber bei drohender Wiederholungsgefahr zur Erhebung einer Unterlassungsklage, außergerichtlich kann er durch eine Abmahnung und/oder Unterlassungserklärung eine Wiederholung abzuwehren versuchen.

## Abgrenzung
Der Überhang ist rechtlich vom Überfall zu trennen, bei dem Früchte hinüber fallen. Weitere nachbarrechtliche Gebiete sind Überbau und Notweg.

## International
Österreich
In Österreich kann jeder Eigentümer, vorbehaltlich der Spezialgesetzgebung, gemäß § 422 Abs. 1 ABGB die in seinen Grund eindringenden Wurzeln eines fremden Baumes oder einer anderen fremden Pflanze aus seinem Boden entfernen und die über seinem Luftraum hängenden Äste abschneiden oder sonst benützen. Dabei hat er aber fachgerecht vorzugehen und die Pflanze möglichst zu schonen. Er kann auch Kostenersatz zur Hälfte vom Nachbarn erlangen, wenn ein Schaden durch den Überhang entstanden ist oder droht (§ 422 Abs. 2 ABGB). Anders als in Deutschland muss er dem Nachbarn keine Frist setzen. Er darf auch die noch am überhängenden Ast befindlichen Früchte ernten. Das Eigentum an einem Baum richtet sich nach § 422 ABGB danach, auf welchem Grundstück der Stamm steht. 
Schweiz
In der Schweiz kann der Nachbar überragende Äste und eindringende Wurzeln, wenn sie sein Eigentum schädigen und auf seine Beschwerde hin nicht binnen angemessener Frist beseitigt werden, kappen und für sich behalten (Art. 687 Abs. 1 ZGB). Duldet ein Grundeigentümer das Überragen von Ästen auf bebauten oder überbauten Boden, so hat er ein Recht auf die an ihnen wachsenden Früchte („Anries“; Art. 687 Abs. 2 ZGB). Die Kantone sind gemäß Art. 688 ZGB befugt, für Anpflanzungen je nach der Art des Grundstückes und der Pflanzen bestimmte Abstände vom nachbarlichen Grundstück vorzuschreiben oder den Grundeigentümer zu verpflichten, das Übergreifen von Ästen oder Wurzeln fruchttragender Bäume zu gestatten und für diese Fälle das Anries zu regeln oder aufzuheben.
Liechtenstein
Gemäß Art. 84 Sachenrecht (SR) kann in Liechtenstein der Nachbar überragende Äste und eindringende Wurzeln, wenn sie sein Eigentum schädigen und auf seine Beschwerde hin nicht binnen angemessener Frist beseitigt werden, kappen und für sich behalten. Duldet ein Grundeigentümer das Überragen von Ästen auf bebauten oder überbauten Boden, so hat er ein Recht auf die an ihnen wachsenden Früchte (Anries). Hochstämmige Bäume, die nicht zu den Obstbäumen gehören, sowie Nussbäume dürfen nicht näher als sechs Meter, andere Obstbäume nicht näher als vier Meter, Zwerg- und Geländebäume und Sträucher nicht näher als 50 Zentimeter und Reben nicht näher als 30 Zentimeter an die Grenze gepflanzt werden. Ist das Nachbargrundstück ein Weingarten, so dürfen hochstämmige Bäume nicht näher als acht Meter an denselben gepflanzt werden (Art. 85 Abs. 1 SR).
Frankreich
Gemäß Art. 671 Code civil (CC) ist es in Frankreich gestattet, Bäume oder Sträucher mit einer Höhe von bis zu zwei Metern in der Nähe der Grenze des Nachbargrundstücks in der Entfernung zu halten, die einen Abstand von der Trennlinie zwischen den beiden Grundstücken von 50 Zentimetern nicht unterschreiten darf. Bäume, die älter als 30 Jahre sind, werden davon ausgenommen. Hecken müssen regelmäßig beschnitten und gegebenenfalls auf zwei Meter Höhe gestutzt werden. Nach Art. 672 CC kann der Nachbar verlangen, dass die Bäume und Sträucher, die in einer Entfernung gepflanzt werden, die geringer als die gesetzliche Entfernung ist, entwurzelt oder auf die in Art. 671 CC festgelegte Höhe reduziert werden. Der Eigentümer, auf dessen Grundstück die Zweige der Bäume oder Sträucher des Nachbarn vorrücken, kann diesen zwingen, sie zu fällen. Die Früchte, die natürlich von den Zweigen fallen, gehören dem Nachbarn (Art. 673 CC).